# Марія Шотландська (фільм)
«Марія Шотландська» (англ. Mary of Scotland) — кінофільм режисера Джона Форда, що вийшов на екрани в 1936 році. Стрічка основана на однойменній п'єсі Максвела Андерсона. Фільм отримав спеціальну згадку на Венеційському кінофестивалі.

## Сюжет

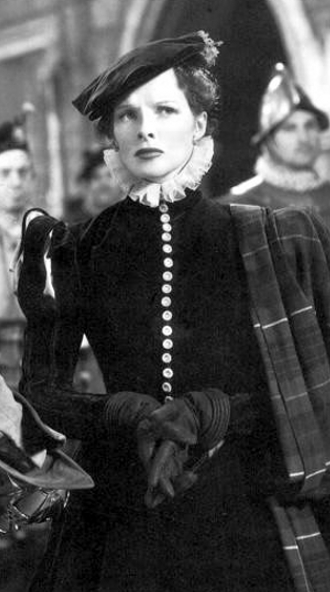
Кетрін Хепберн в ролі Марії Стюарт

Події відбуваються в середині XVI століття. Марія Стюарт повертається з Франції в рідну Шотландію, щоби взяти керування країною в свої руки. Вона відразу ж зіткнулася із серйозними трудностями. Місцеві лорди не дуже раді появі законної королеви, реформатор шотландської церкви Джон Нокс обурений її небажанням відмовитись від католицизму, до того ж англійська королева Єлизавета I, побоюється претензій Марії на англійську корону, починає плести проти неї інтриги. Найнадійнішою опорою Марії стає граф Ботвелл, згодом між ними виникає романтичне почуття…

## У ролях
- Кетрін Хепберн — Марія Стюарт
- Фредрік Марч — Ботвелл
- Флоренс Елдрідж — Єлизавета Тюдор
- Дуглас Уолтон — Дарнлі
- Джон Керрадайн — Давід Річчо
- Роберт Баррат — Мортон
- Гевін Мьюр — Лестер
- Ян Кейт — Морей
- Мороні Олсен — Джон Нокс
- Фріда Інескорт — Мері Бітон
- Доріс Ллойд — дружина рибака
- Моллі Ламонт — Мері Лівінгстон